# Ognjeno rdeča Friderika
Ognjeno rdeča Friderika (Die feuerrote Friederike, 1970) je prva knjiga avstrijske pisateljice otroške in mladinske literature Christine Nöstlinger, ki jo je sama tudi ilustrirala. Slovenski izvod smo dobili leta 2012 pod založbo Ebesede. 

## Vsebina
Knjiga govori o rdečelasi deklici Frideriki z debelušnimi in pegastimi lici. Živi s teto Ano in govorečim mačkonom, ki ima ognjeno rdečo dlako. Ko začne Friderika hoditi v šolo, postane žrtev norčevanja sošolcev zaradi njenih ognjeno rdečih las. Lase si poskuša ostriči, vendar ji skoraj v trenutku ponovno zrastejo. Učiteljica razreda ne ve, kaj bi naredila, šolski ravnatelj pa ji tudi ne zna dobro svetovati. Ena izmed "rešitev" je bila, naj učiteljic ne stori nič in mogoče se bodo zaradi tega sošolci naveličali norčevati iz Friderike. Teta Ana ji tako po nasvetu mačkona pove družinsko skrivnost. Friderika izve, da so njeni lasje dobesedno ognjeno rdeči lasje: na njen ukaz namreč lahko zagorijo. Takšno moč imajo v družini, saj je tudi teta Ana imela nekoč rdeče lase, preden so ji osiveli. Svojo moč prvič poizkusi, ko ji sošolci grozijo, da jo bodo vrgli v potok. Tudi to ne pomaga, saj si otroci naslednjič priskrbijo orožje, kot so frače in kamni ter začnejo nanjo streljati. Družinski prijatelj Bruno, ki dela kot poštar, jo zaradi tega spremlja na poti v šolo in nazaj ter zaradi tega dobi odpoved. Friderika se zateče v svet knjig, ene knjige pa ne more in ne more prebrati. Želela je namreč prebrati rdečo knjigo, ob kateri teta Ana vsak dan zaspi, vendar je napisana v čudnem jeziku. V njej pa najde mamino pismo, v katerem piše, da je morala odpotovati. Ker je bila Friderika še drobcena, je ni mogla vzeti s seboj. Če ni srečna, kjer je, lahko pride za njo z vso družino. Živijo namreč v čudoviti deželi, kjer vsi počnejo, kar si želijo. V rdeči knjigi piše, kako se pride do tega kraja. Kmalu zatem Friderika izve, da lahko s pomočjo njenih las tudi leti. Teta Ana ji tudi pove, da je za to knjigo vsak dan zaspala, ker že leta in leta skuša razvozlati ta čudni jezik, ki ga je nekoč znala. Ko jim tetin bratranec pomaga pri prevajanju knjige, vsi skupaj, vključno s poštarjem in njegovo ženo, začnejo načrtovati odhod v to čudežno deželo. 

## Literarni liki
- Friderika: rdečelasa prvošolka z debelušnimi in pegastimi lici, ki je žrtev norčevanja.
- Teta Ana: starejša gospa, ki skrbi za Frideriko in se spopada s staranjem.
- Maček: govoreči, samosvoj maček, ki živi s teto Ano in Frideriko.
- Poštar Bruno: družinski prijatelj, ki pomaga družini pri spopadanju s Friderikinimi težavami.
- Poštarjeva žena: podpira moža pri pomoči družine.
- Anin bratranec: čuden, debelušni možakar, ki pomaga razvozlati jezik iz rdeče knjige.
- Friderikina mama: spoznamo jo preko pisma iz rdeče knjige, živi v čudoviti deželi.
- Friderikin oče: oče je le omenjen v maminem pismu, tudi sam živi v čudoviti deželi.
- Ravnatelj: ravnatelj šole, v katero hodi Friderika, ki ne išče dobrih rešitev pri težavah v Friderikinem razredu.
- Učiteljica: učiteljica razreda, v katerem je Friderika. Tudi ona ne dobro prisostvuje pri rešitvi te težave.
- Brunov šef: poštarjev šef, ki odpusti Bruna.

## Govoreče živali
Govoreče živali so pogosta tema v ljudskih pripovedkah, pa tudi v otroški literaturi. Imamo dve vrsti govorečih živali, in sicer takšno, ki razen govora ohrani vse svoje lastnosti oziroma predstavlja žival, ki ima človeške lastnosti in takšno, ki prevzame večina človeških lastnosti oziroma predstavlja človeka, ki ima živalske lastnosti. V tem primeru naš Maček spada v prvo kategorijo. V drugo kategorijo spada na primer vsem znani Obuti maček in najbolj znani slovenski govoreči maček Maček Muri. 
Glede na to, da je Friderika nekakšna čarovnica, ni nič čudnega, da si je pisateljica za njenega spremljevalca izbrala Mačka. Simbolizem mačk je sicer zelo različen, odvisno od kulture, v krščanstvu pa je pogosto povezan z zlobnim ali s čarovništvom. Tako se lahko spomnimo tudi različnih televizijskih nanizank, kot je npr. Sabrina, najstniška čarovnica, ki je imela črnega govorečega mačka z imenom Salem. Evropska ljudstva so verjela, da so čarovnice vedno imele spremljevalca oziroma pomagača v živalski obliki, ki so ga imenovali tudi živalski vodnik. Ta je v večini primerov prevzel formo kakšne manjše živali, predvsem pa mačke, žabe, krastače, ptice, podgane itd. To nas lahko spomni tudi na Harryja Potterja, kjer ima Hermiona Granger svojega oranžnega mačka, Ron Weasley svojo podgano, ki se kasneje sicer izkaže kot nekaj drugega in Harry Potter svojo sovo z imenom Hedwig, ki pa sicer niso imele človeških lastnosti.